# 玉木久夫
玉木 久夫（たまき ひさお、1952年 - ）は、日本のコンピュータ科学者。Ph.D.（トロント大学、コンピューター・サイエンス）。明治大学理工学部情報科学科教授。専攻は計算理論など。

## 人物
東京都出身。都立小山台高校を経て、1975年東京大学理学部物理学科卒業。1977年東京大学大学院理学系研究科物理学専攻修士課程修了。茨城大学工学部情報工学科助手、同講師。1993年トロント大学大学院計算機科学科博士課程修了。トーマス・J・ワトソン研究所、IBM東京基礎研究所在籍の後、1997年より現職。

## 主な著書
- 「情報科学のための確率入門―アルゴリズム・シミュレーションへの応用のために」（サイエンス社、2002年）
- 「乱択アルゴリズム （アルゴリズム・サイエンス・シリーズ―数理技法編）」（共立出版、2008年）

## 論文
- 国立情報学研究所収録論文 国立情報学研究所